# Disney Jr. (États-Unis)
Disney Jr. est une chaîne de télévision américaine déclinaison de Disney Jr.. Il existe une déclinaison en espagnol nommée Disney Jr. en Español. Sa programmation se compose de séries télévisées originales de première diffusion, de films diffusés en salles et en exclusivité pour les médias domestiques, ainsi que d'une sélection d'autres programmes de tiers.
De février 2011 à janvier 2017, Disney Junior a également prêté son nom à un bloc de programmes du matin et du début de l'après-midi diffusé sur la chaîne sœur Disney Channel, sous le nom de "Disney Junior on Disney Channel", diffusé en semaine de 6 h à 14 h (de 6 h à 10 h pendant les mois d'été et les périodes de vacances scolaires désignées) et le week-end de 6 h à 9 h, heure de l'Est et du Pacifique.
En janvier 2016, la chaîne est disponible pour 74,0 millions de foyers aux États-Unis.

## Historique
Le 26 mai 2010, Disney annonce l'arrêt de la chaîne de soap operas SOAPnet et son remplacement par une chaîne pour enfants baptisée Disney Junior pour 2012.
Le 10 janvier 2011, Disney annonce lancer aux États-Unis le 14 février un bloc de programmes nommé Disney Junior sur Disney Channel en attendant le lancement de la chaîne dédiée en 2012.
Le 9 janvier 2012, Disney précise la date de lancement de Disney Junior pour le 23 mars 2012. Le 2 avril 2012, Disney Junior signe un contrat de diffusion avec la National Cable Television Cooperative regroupant plus de 950 câblo-opérateurs indépendants américains. Le 18 novembre 2012 a lieu la première diffusion de la série d'animation Princesse Sofia sur Disney Junior.
Le 15 avril 2013, Disney Junior lance des applications smartphones pour sa version américaine permettant de regarder les épisodes des séries diffusées sur la chaîne.

## Programmation
- Aladdin (États-Unis)
- La Bande à Picsou (États-Unis)
- Agent Spécial Oso (États-Unis)
- Bunnytown (en)
- Jonny Quest
- Les 101 Dalmatiens, la série (États-Unis)
- Doodlebops (Canada)
- En route pour la jungle
- Les Héros d'Higglyville (États-Unis)
- Johnny et ses petits lutins
- Polly Pocket
- La Garde du Roi lion
- Marguerite et la Bête féroce (Canada)
- Stanley (États-Unis)
- Stella et Sacha (Canada)
- Waybuloo (Royaume-Uni)
- Les Tifoudoux
- Les Zic-Magines (États-Unis)